# Black Beauty (film 1910)
Black Beauty è un cortometraggio muto del 1910 sceneggiato, interpretato e diretto da Lewin Fitzhamon che già nel 1906 aveva diretto un altro Black Beauty, sempre prodotto per la Hepworth.

## Trama
Un cavallo va a chiedere aiuto quando il suo padrone viene aggredito da una banda di vagabondi.

## Produzione
Il film fu prodotto dalla Hepworth.

## Distribuzione
Distribuito dalla Hepworth, il film - un cortometraggio di 134,02 metri - uscì nelle sale cinematografiche britanniche nel febbraio 1910.
Si conoscono pochi dati del film che, prodotto dalla Hepworth, fu distrutto nel 1924 dallo stesso produttore, Cecil M. Hepworth. Fallito, in gravissime difficoltà finanziarie, il produttore pensò in questo modo di poter almeno recuperare il nitrato d'argento della pellicola.